# Turkmenské muzeum koberců
Turkmenské muzeum koberců je jedním z nejdůležitějších muzeí v turkmenském hlavním městě Ašchabadu a sbírky muzea se věnují světoznámých turkmenským kobercům. 

## Historie
Muzeum turkmenských koberců bylo oficiálně otevřeno 24. října 1994. V dnešní budově v centru Ašchabadu sídlí muzeum od roku 2008. Tradiční umění výroby koberců v Turkmenistánu je také součástí národní identity mladého státu. V muzeu se také vyučuje tkaní koberců.

## Budova
Budova muzea koberců, dokončená v roce 2008, se nachází v centru Ašchabadu a má celkovou rozlohu 5000 metrů čtverečních. Vstupní brána je navržena ve stylu zlatého koberce a vnější stěny budovy zobrazují tradiční turkmenské kobercové vzory. Budovu muzea obklopuje zahrada.

## Výstavy
Muzeum má dvě patra a je jednou z největších sbírek turkmenských koberců na světě. Cílem expozice je představit turkmenskou tradici výroby koberců a její vývoj v minulých stoletích. Za tímto účelem lze na výstavě nalézt exponáty z různých období, včetně několika exponátů ze 17. století. V muzeu jsou bohaté sbírky turkmenských koberců z poloviny 20. století, včetně více než tisíce koberců z 18. a 19. století. Kromě rozsáhlé sbírky starožitných koberců má mnoho kobercových předmětů, chuvalů, khurjunů, torby. Je zde největší ručně tkaný koberec na světě, který má plochu 301 metrů čtverečních a byl utkán při příležitosti 10. výročí nezávislosti na Sovětském svazu. Koberec je věnován vládě prezidenta Saparmurata Nijazova. Další koberec ukazuje rodinu prezidenta Nijazova. Kult osobnosti obou prezidentů v historii moderního Turkmenistánu, Saparmurata Nijazova a úřadujícího prezidenta Gurbanguly Berdimuhamedova lze v muzeu spatřit také. Dalším zajímavým kobercem je Koberec bratrství všech turkmenských kmenů, který kombinuje styly koberců různých turkmenských regionů a kmenů.

## Instituce
Muzeum koberců má též důležitou funkci v oblasti obchodu s koberci. Předtím, než mohou být turkmenské koberce vyvezeny, musí být získáno úřední povolení potvrzující, že jsou dodržovány pokyny a omezení pro vývoz koberců. Toto povolení mohou vydat pouze osoby pověřené turkmenským muzeem koberců.